# 116e brigade de défense territoriale
Pour les articles homonymes, voir 116e brigade.
La 116e brigade de défense territoriale (en ukrainien : 116-та окрема бригада територіальної оборони, abrégé en 116 ОБрТрО ; numéro d'unité militaire А7044) est la brigade de  l'oblast de Poltava de la Force de défense territoriale de l'Armée ukrainienne.

## Historique

### Formation
En juin 2018 l'organisation et l'entrainement de l'unité commencent.

### Invasion russe de l'Ukraine
En 2024 elle est déployée à Niou-Iork avant d'être envoyée sur le front de Marinka. 

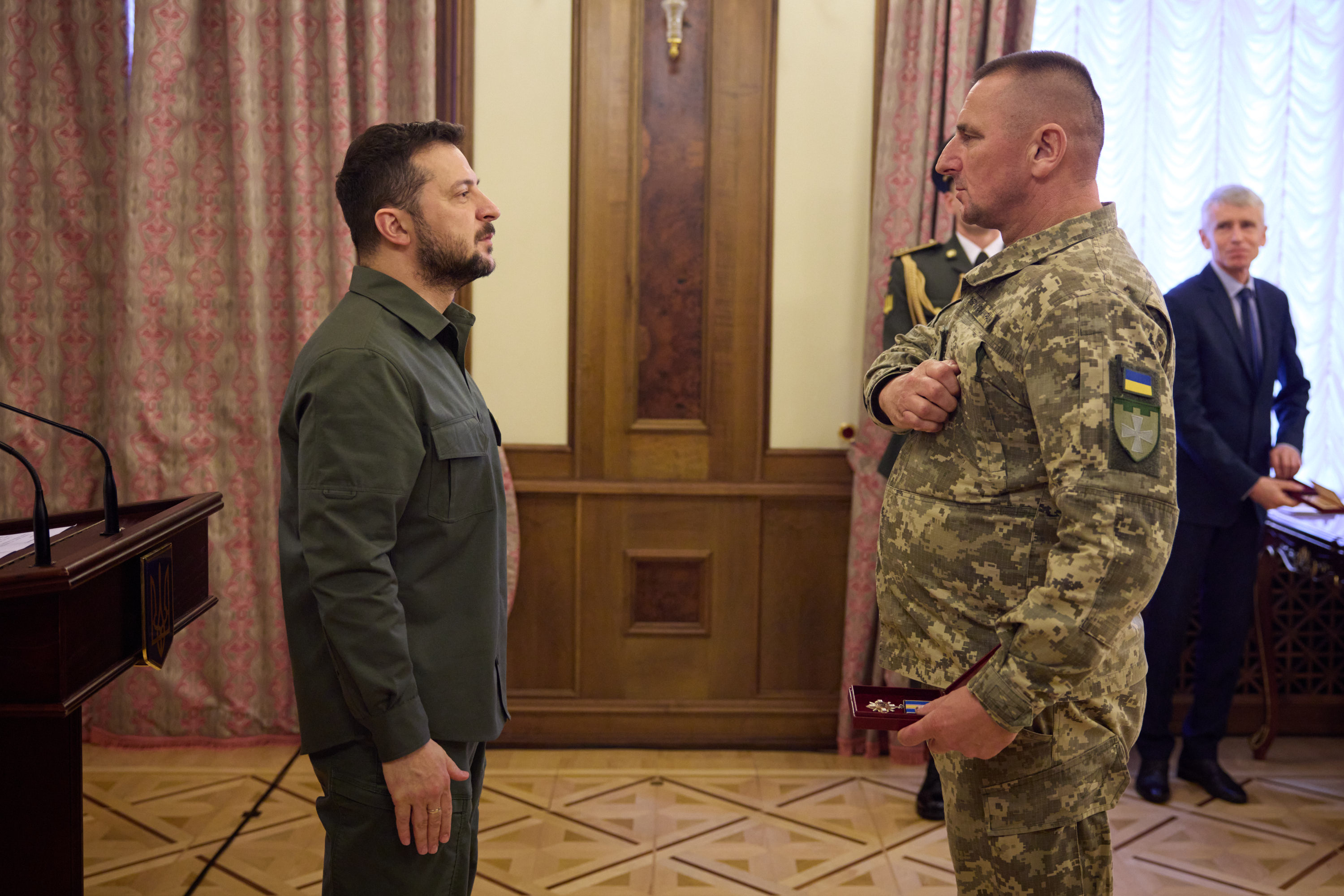
Le président Zelensky, à gauche, décorant un militaire de l'unité en octobre 2022.

## Structure

### Ordre de bataille
À partir de 2022, la structure de la brigade est la suivante :
- Quartier général
- 144e bataillon de défense territoriale MUN А7310
- 145e bataillon de défense territoriale MUN А7311
- 146e bataillon de défense territoriale MUN А7312
- 147e bataillon de défense territoriale MUN А7313
- 148e bataillon de défense territoriale MUN А7314
- 149e bataillon de défense territoriale MUN А7315
- Compagnie du génie
- Compagnie de communication
- Compagnie de logistique
- Batterie de mortier
- Unité anti-aérienne